# Jiuli Hu
Jiuli Hu (kinesiska: 九里湖) är en sjö i Kina. Den ligger i provinsen Jiangsu, i den östra delen av landet, omkring 210 kilometer sydost om provinshuvudstaden Nanjing.
Genomsnittlig årsnederbörd är 1 661 millimeter. Den regnigaste månaden är juni, med i genomsnitt 221 mm nederbörd, och den torraste är december, med 59 mm nederbörd.